# Fontenay-le-Fleury
Fontenay-le-Fleury är en kommun i departementet Yvelines i regionen Île-de-France i norra Frankrike. Kommunen ligger i kantonen Saint-Cyr-l'École som tillhör arrondissementet Versailles. År 2022 hade Fontenay-le-Fleury 13 640 invånare.

## Befolkningsutveckling
Antalet invånare i kommunen Fontenay-le-Fleury
| Referens: INSEE |